# Ma Yingnan
Ma Yingnan (Shenyang, 3 de marzo de 1984) es una deportista china que compitió en judo. Ganó dos medallas en el Campeonato Asiático de Judo en los años 2015 y 2016.

## Palmarés internacional
| Campeonato Asiático | Campeonato Asiático  | Campeonato Asiático | Campeonato Asiático |
| Año                 | Lugar                | Medalla             | Categoría           |
| ------------------- | -------------------- | ------------------- | ------------------- |
| 2015                | Kuwait (Kuwait)      | Medalla de oro      | –52 kg              |
| 2016                | Taskent (Uzbekistán) | Medalla de plata    | –52 kg              |